# Krasne (gmina w województwie mazowieckim)
Krasne (daw. gmina Zalesie) – gmina wiejska w województwie mazowieckim, w powiecie przasnyskim. W latach 1975–1998 gmina położona była w województwie ciechanowskim.
Siedziba władz gminy to Krasne.
Według danych z 30 czerwca 2004 gminę zamieszkiwało 3899 osób.

## Struktura powierzchni
Według danych z roku 2002 gmina Krasne ma obszar 100,94 km², w tym:
- użytki rolne: 89%
- użytki leśne: 4%

Gmina stanowi 8,29% powierzchni powiatu.

## Demografia

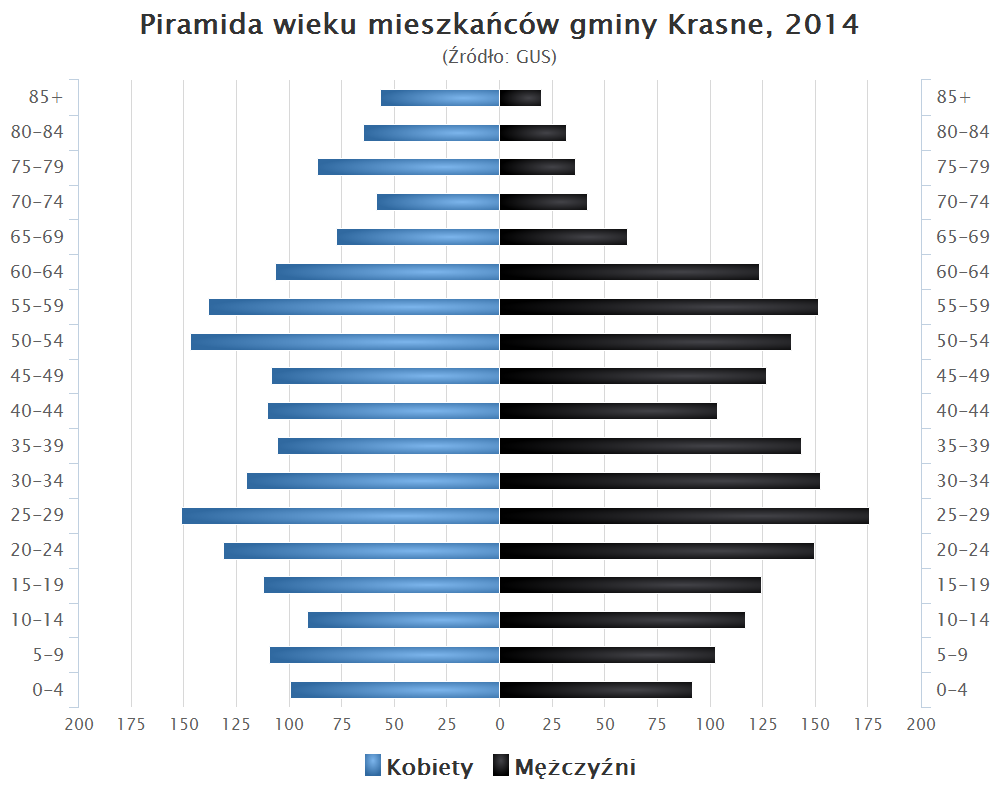
Piramida wieku mieszkańców gminy Krasne w 2014 roku

Dane z 30 czerwca 2004:
| Opis                              | Ogółem | Ogółem | Kobiety | Kobiety | Mężczyźni | Mężczyźni |
| --------------------------------- | ------ | ------ | ------- | ------- | --------- | --------- |
| jednostka                         | osób   | %      | osób    | %       | osób      | %         |
| populacja                         | 3899   | 100    | 1935    | 49,6    | 1964      | 50,4      |
| gęstość zaludnienia (mieszk./km²) | 38,6   | 38,6   | 19,2    | 19,2    | 19,5      | 19,5      |

## Sołectwa
Bartołdy, Brzozowo Wielkie, Filipy, Grabowo Wielkie, Kozin, Kraski-Ślesice, Krasne, Krasne-Elżbiecin, Kurowo, Milewo-Brzegędy, Milewo-Rączki, Milewo-Szwejki, Milewo-Tabuły, Mosaki-Rukle, Mosaki-Stara Wieś, Nowe Żmijewo, Nowokrasne, Pęczki-Kozłowo, Stary Janin, Szlasy-Umiemy, Wężewo, Zalesie, Zielona, Żbiki, Żbiki-Gawronki, Żbiki-Kierzki.
Miejscowości podstawowe bez statusu sołectwa: Augustów, Gustawin, Helenów i Milewo-Ruszczyny.

## Sąsiednie gminy
Czernice Borowe, Gołymin-Ośrodek, Karniewo, Opinogóra Górna, Płoniawy-Bramura, Przasnysz